# Richard Strauss
Pour les articles homonymes, voir Strauss.
Œuvres principales
- Ainsi parlait Zarathoustra
- Quatre derniers lieder
- Don Juan
- Mort et transfiguration
- Don Quichotte
- Une vie de héros
- Till l'Espiègle
- Salomé
- Une Symphonie alpestre
- Le Chevalier à la rose
- Métamorphoses

Richard Georg Strauss, né le 11 juin 1864 à Munich et mort le 8 septembre 1949 à Garmisch-Partenkirchen, est un compositeur et chef d'orchestre allemand.
Richard Strauss est surtout un spécialiste et connaisseur hors pair de l'orchestre ; ses quelques œuvres pour formation de chambre sont peu jouées, à part les mélodies pour piano et chant, poèmes symphoniques et opéras formant le cœur de son œuvre. Si son nom est connu du grand public, c'est avant tout grâce aux trois opéras Salomé, Elektra et Der Rosenkavalier, et aussi grâce aux poèmes symphoniques Ainsi parlait Zarathoustra, Mort et Transfiguration, Till l'Espiègle ou Don Juan.
Le patronyme Strauss, qui signifie « bouquet », est extrêmement commun dans les pays germaniques, et il n'existe aucun lien de parenté entre le Bavarois Richard Strauss et les deux Johann Strauss (père et fils), originaires de Vienne (Autriche) et surnommés les « rois de la valse ». Les quelques valses composées par Richard Strauss ne sont présentes dans ses œuvres qu'à titre de clin d'œil à la tradition viennoise, en référence à une époque antérieure (par exemple dans les opéras Le Chevalier à la rose ou Arabella) ou comme élément connotant l'érotisme et la sensualité.

## Biographie

### Années de jeunesse et «conversion» aux idées de Wagner et Liszt
Richard Strauss est le fils d'un premier corniste de l'Orchestre Royal de Munich, Franz Strauss, qui était farouchement conservateur et anti-wagnérien, mais aussi et surtout un des meilleurs cornistes allemands (invité régulier à Bayreuth, où Hans von Bülow l’appelait « le Joachim du cor  ».
Richard, enfant prodige, est formé à l'école brahmsienne et découvre la musique par l'étude des œuvres des classiques allemands ainsi que des premiers romantiques, tels Schumann et Mendelssohn.
La musique allemande connaît alors une période de conflit esthétique entre les tenants de la musique pure, parmi lesquels compte Brahms, et les tenants de la musique à programme, dont le chef de file est le Hongrois Franz Liszt. Ce conflit sera incarné notamment par la controverse opposant Richard Wagner, adepte de l'« œuvre d'art total » (Gesamtkunstwerk), et le critique viennois Eduard Hanslick, très influent dans toute la seconde moitié du XIXe siècle. 
Le père de Richard Strauss choisit de préserver son fils de l'influence wagnérienne. Richard ne découvrira donc véritablement la modernité et la puissance expressive des œuvres de Liszt et Wagner qu'une fois sa carrière de chef d'orchestre amorcée. Il est en effet initié à la musique à programme à partir de 1883, lorsqu'il est appelé à diriger l'orchestre de Meiningen, au sein duquel il se lie d'amitié avec le premier violon Alexander Ritter (en), un familier des cercles lisztiens.

### La maturité (1887-1929)

#### Les poèmes symphoniques: maîtrise de l'orchestre et de ses ressources expressives

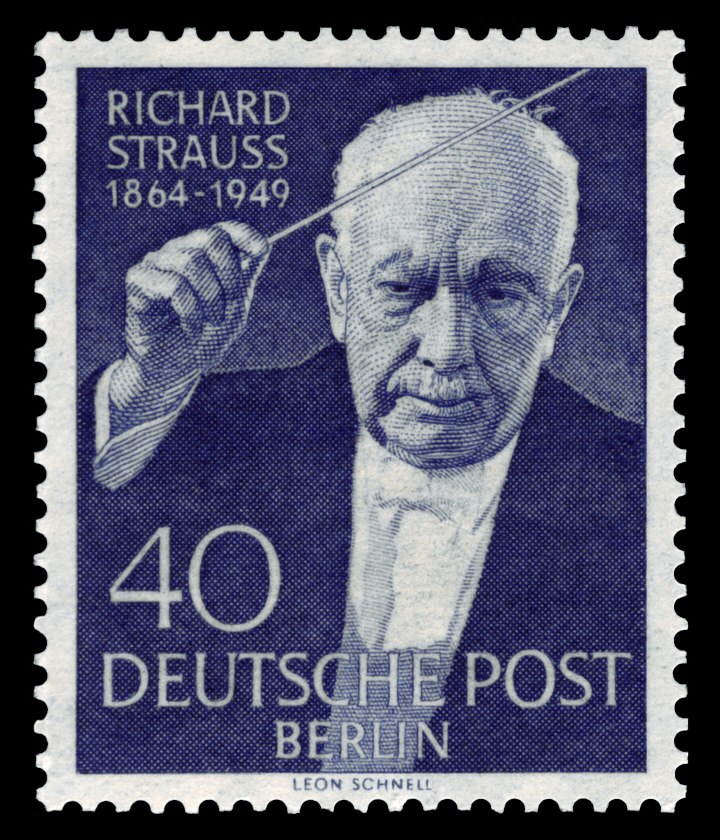
Timbre à l'effigie de Richard Strauss.

Les poèmes symphoniques de Richard Strauss reposent sur l'adaptation des formes musicales traditionnelles (forme sonate, rondo-sonate, thème et variations) à un argument narratif. L'orchestre de Richard Strauss tient compte de l'évolution de l'art de l'instrumentation au XIXe siècle, et surtout des alliages de timbre expérimentés par Hector Berlioz (dont Strauss publie une révision du Traité d'instrumentation et d'orchestration en 1909), Franz Liszt et Richard Wagner. Dans ses poèmes symphoniques, Strauss garde un ancrage dans la tradition, tout en adoptant les idéaux esthétiques de la jeune génération. À partir de cette époque, le succès de Don Juan (1887-88), Macbeth (1886-87-91), Mort et transfiguration (1889), Till l'Espiègle (1894-95), Ainsi parlait Zarathoustra (d'après Nietzsche, 1896), Don Quichotte (1897), Une vie de héros (1898), la Sinfonia Domestica (1903), Une Symphonie alpestre (1911-15), ne s'est jamais démenti. Strauss s'est mis en scène dans deux de ses œuvres : Une vie de héros et Sinfonia Domestica. Cependant, ainsi que l'ont remarqué de nombreux exégètes, parmi lesquels l'écrivain et musicologue Romain Rolland qui fut un grand ami du compositeur, chacun de ses poèmes symphoniques ou symphonies à programme (Sinfonia Domestica et Une symphonie alpestre) peut être apprécié pour sa beauté sonore et ses qualités expressives sans que le programme ait été lu au préalable.

#### Les premiers opéras
Richard Strauss se marie en 1894 avec Pauline de Ahna, soprano, ce qui peut expliquer sa prédilection pour ce registre dans ses compositions vocales futures.
Après deux tentatives plutôt infructueuses dans le domaine de l'opéra avec Guntram (1892-93) et Feuersnot (1901), Strauss connaît un succès éclatant sur la scène lyrique grâce à Salomé (1904–15), drame en un acte d'après la pièce d'Oscar Wilde. Son style ne renonce pas à l'orientalisme, à une sensualité exacerbée et à l'expression de sentiments d'une extrême violence par un langage qui se situe parfois aux limites de l'atonalité.
Pendant cette période, Strauss s'engage dans des actions collectives pour la défense des droits des compositeurs. Il préside l'Allgemeiner Deutscher Musikverein (de) (ADMV) fondée par Franz Liszt en 1859 puis la Genossenschaft deutscher Tonsetzer (GDT) qui cherchera à améliorer la rémunération des compositeurs, contre les éditeurs de musique et les producteurs d'opéras ou de concerts[réf. souhaitée].

#### Rencontre avec Hugo von Hofmannsthal
La rencontre avec l'écrivain, poète et dramaturge autrichien Hugo von Hofmannsthal (1874-1929) marquera un tournant décisif dans la carrière du compositeur. Leur correspondance est la plus suivie et la plus éclairante que Strauss ait eue avec ses collaborateurs concernant la genèse de ses œuvres. Les opéras écrits sur un livret de Hofmannsthal sont les suivants : Elektra (1906-08), Der Rosenkavalier (Le Chevalier à la rose) (1909-10), qui comme Salomé sont entrés au répertoire de nombreux théâtres lyriques à travers le monde, Ariane auf Naxos (1912-16), Die Frau ohne Schatten (La Femme sans ombre) (1914-17), Die ägyptische Helena (Hélène d'Égypte )(1927) et Arabella (1932), à la création de laquelle Hofmannsthal ne put assister, son décès étant brutalement intervenu durant ce qui sera leur dernière collaboration.

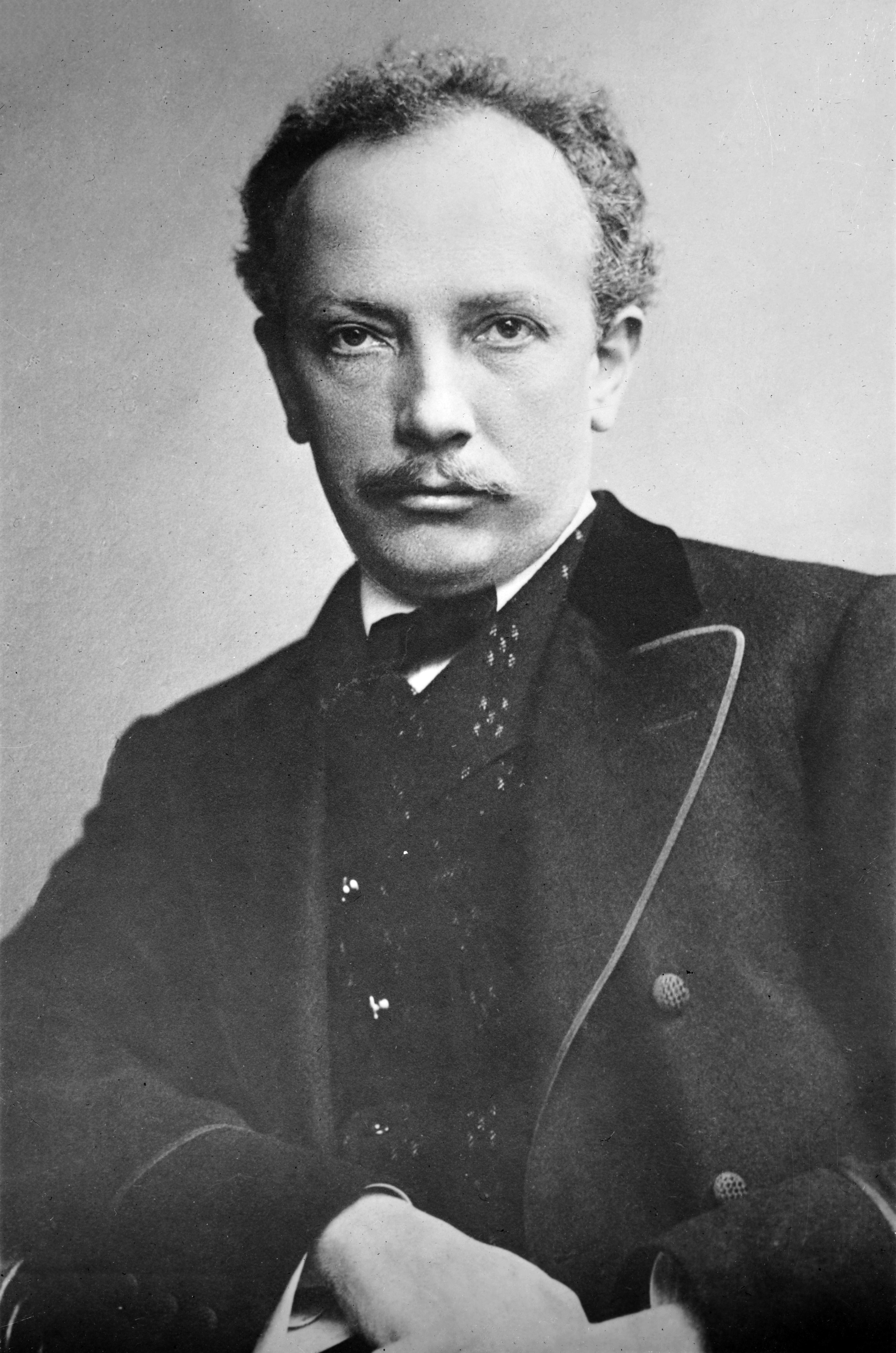
Richard Strauss en 1910.

D'un point de vue stylistique, Le Chevalier à la rose, dont l'action se situe dans la seconde moitié du XVIIIe siècle, renoue avec le rococo et la légèreté de l'opérette viennoise. Ariane à Naxos revient aux catégories baroques de l’opera buffa, de l’opera seria, à la distinction entre aria et recitativo secco, tout en intégrant des intermèdes parlés et en adoptant un effectif orchestral plus réduit. La mélodie infinie héritée de Wagner est abandonnée au profit d'un retour à la division de l'opéra en une succession de scènes, le tout en accord avec une action située au XVIIIe siècle et avec la volonté d'évolution du théâtre lyrique affirmée par Richard Strauss et Hofmannsthal. La lecture de la correspondance entre le compositeur et son librettiste nous révèle que c'est le second qui a convaincu le premier de se détacher progressivement de l'influence wagnérienne et de renouveler sa perception de l'histoire des arts, d'y remplacer une conception linéaire par une vision où la succession des événements est comparée à une spirale (l'« éternel retour »).
C'est sans l'aide de Hofmannsthal que Richard Strauss compose Intermezzo (1922-23), comédie bourgeoise en deux actes, sorte de conversation en musique à mi-chemin entre l'opéra, le Singspiel, l'opéra-bouffe, l'opérette, relatant une crise conjugale survenue entre un certain musicien du nom de Storch et son épouse Christine, une maîtresse de maison dotée d'un caractère très affirmé. Storch n'est autre que Richard Strauss, tandis que derrière Christine se cache Pauline de Ahna, son épouse, qui finit par renoncer à sa carrière de chanteuse pour s'occuper de son ménage.
Richard Strauss compose également de nombreux lieder (mélodies) avec orchestre (écrits initialement pour piano]. La tessiture est alors presque toujours pour voix de soprano.

### La période tardive (1930-1949)

#### Des circonstances politiques et artistiques difficiles
Après la mort de Hofmannsthal, Strauss connaît comme une panne d'inspiration, due sans doute à une crise non pas seulement artistique, mais également personnelle, liée à la mort de son meilleur collaborateur ainsi qu'aux circonstances politiques. En 1933, Strauss accepte d'assurer la fonction de Président de la Reichsmusikkammer (Chambre de la musique du Reich). Il se justifiera en prétendant vouloir préserver la musique allemande d'influences qu'il juge néfastes, mais aussi d'un régime politique dont il estime parfois discutables les choix en matière artistique. S'il accepte de se soumettre au pouvoir en place afin de pouvoir continuer à travailler, il n'adhérera jamais à l'antisémitisme du régime : ainsi, il refuse que le nom de son ami, l'écrivain autrichien de confession juive Stefan Zweig (1881–1942), soit retiré du livret de La Femme silencieuse.

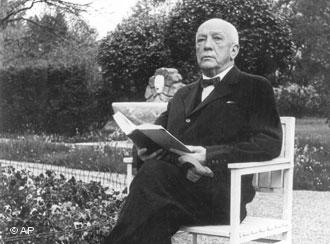
Strauss à Garmisch en 1938.

Ainsi, durant cette période, il continue à œuvrer avec Zweig : La Femme silencieuse est créée sur un livret de ce dernier en 1935. Le nom du librettiste disparaît de l'affiche trois jours avant la première représentation à Dresde, mais le compositeur réussit à l'y faire rétablir. Strauss semble ne pas comprendre pourquoi la collaboration devrait être interrompue au prétexte que Zweig est juif. Le compositeur est contraint de démissionner de ses fonctions de président de la Reichsmusikkammer en 1935, lorsqu'une de ses lettres à Zweig est saisie par la Gestapo : il y demande à ce dernier de cesser d'accorder autant d'importance à sa judéité et lui rappelle qu'en art il n'existe que deux catégories de gens, ceux qui ont du talent et ceux qui n'en ont pas. « Croyez-vous que Mozart a délibérément composé de façon aryenne ? », demande-t-il. Strauss se résigne : sa belle-fille, Alice, est juive, et ses petits-enfants sont donc juifs. En outre, le régime sait pertinemment que pour renvoyer à l'opinion internationale une image acceptable, il est nécessaire de conserver à l'intérieur des frontières les rares personnalités artistiques de grande renommée qui ne sont pas déjà parties en exil. Strauss en vient à se compromettre avec le nazisme par quelques poignées de mains trop officielles — une célèbre photo le montre saluant très chaleureusement Joseph Goebbels — et des œuvres composées pour des événements célébrés en grande pompe par le régime : un Hymne olympique pour les Jeux de Berlin de 1936 et une Musique de fête japonaise accompagnant l'une des festivités scellant le rapprochement entre le Troisième Reich et l'Empire nippon.
Ses opéras seront représentés et créés jusqu'en 1942 : Friedenstag (Jour de Paix) en 1936, Daphné en 1937, L'Amour de Danaé en 1940, tous trois sur un livret de Joseph Gregor, Capriccio en 1942. Il figura même sur la Sonderliste de la Gottbegnadeten-Liste en 1944.

#### Le dernier opéra
Avec Capriccio (1941) Richard Strauss couronne son œuvre lyrique par un opéra de très haute qualité tant musicale que dramaturgique. Le livret, écrit par le chef d'orchestre Clemens Krauss, revient encore au XVIIIe siècle, précisément aux alentours de l'année 1775, et met en scène une comtesse française du nom de Madeleine, dont on s'apprête à fêter l'anniversaire. Pour ce faire, La Roche, directeur de théâtre, dispose de deux artistes, Olivier, le poète, et Flamand, le compositeur. Entre les deux, le cœur de Madeleine hésite.
Capriccio mêle dès le sextuor à cordes qui ouvre l'opéra et les premières discussions entre Olivier et Flamand, la stylisation de styles musicaux appartenant au XVIIIe siècle et les meilleures trouvailles dramatiques en termes de relation entre l'orchestre et les voix, et de réflexion sur la forme musicale dans le cadre de l'opéra.

#### Retour aux sources
Les dernières années de la guerre sont pour Strauss une période d'introspection, voire de retour aux sources. Il lit Goethe et revient à l'inspiration classique, aux petits effectifs orchestraux, aux formes traditionnelles. Dans le Deuxième Concerto pour Cor (1942 – le premier, écrit pour son père, datait de 1883), les deux Sonatines pour 16 instruments à vent (1943-45), le Concerto pour hautbois et petit orchestre né de sa rencontre avec le hautboïste John de Lancie, alors officier américain de l'OSS (1946), l'inspiration littéraire disparaît, la pâte orchestrale est épurée, et comme c'était déjà le cas dans le sextuor d'ouverture de Capriccio l'accent est mis sur la beauté de la mélodie, la fluidité des entrelacs de la polyphonie, ainsi que sur la clarté formelle. On pense parfois à Mozart et Haydn que Strauss ne renonce pas à citer expressément dans sa correspondance, au détour d'une note quelconque, ou bien en tête d'une partition. La Deuxième sonatine est dédiée « à l'esprit immortel du divin Mozart ».

#### L'après-guerre et l'été indien(1946-1949)
En janvier 1946 est créée à Zurich une œuvre commandée par Paul Sacher portant le nom de Métamorphoses. Il s'agit, selon les termes du compositeur, d'une « étude pour 23 cordes solistes » qui s'apparente à un vaste mouvement symphonique pour 10 violons, 5 altos, 5 violoncelles et 3 contrebasses. L'œuvre révèle une parfaite maîtrise des ressources de la polyphonie, du travail sur les motifs et de la forme musicale. Un souffle épique d'une force poignante parcourt la pièce jusqu'à sa conclusion sur un ton résigné où l'un des thèmes principaux est rappelé tandis que résonne dans les parties graves une réminiscence du thème de la marche funèbre de la Symphonie Héroïque de Beethoven. Le manuscrit autographe porte la mention « In Memoriam ! » sur cette dernière page qui représente encore, pour nombre d'auditeurs, un adieu déchirant à un monde en train de disparaître sous les décombres laissés par les années de guerre et douze ans de dictature.
Au lendemain de la guerre, le compositeur comprend qu'il arrive au terme d'une vie artistiquement épanouie, mais il est aussi épuisé par les événements politiques, très profondément affecté par le bombardement des hauts lieux de la culture allemande, la destruction de sa maison natale comme des plus prestigieux théâtres lyriques, et son jugement dans le cadre des procédures de dénazification. Interdit de quitter le territoire par les nazis, il l'est désormais, pour quelque temps, par l'occupant américain. Sa musique est parfois considérée comme suspecte, idéologiquement douteuse. Bien qu'on ne trouve chez Strauss aucune trace d'antisémitisme ou de quelque allégeance que ce soit à l'idéologie nationale-socialiste, et bien qu'il n'ait manifesté aucun empressement particulier pour certains protocoles, tels le salut hitlérien, il est reconnu coupable d'avoir participé activement à la vie culturelle de son pays durant les années de guerre. Hormis des séjours répétés en Suisse durant les hivers 1945 à 1948, Strauss ne s'éloignera guère avant 1947, année où sur l'invitation de Sir Thomas Beecham, il entreprend un voyage à Londres.

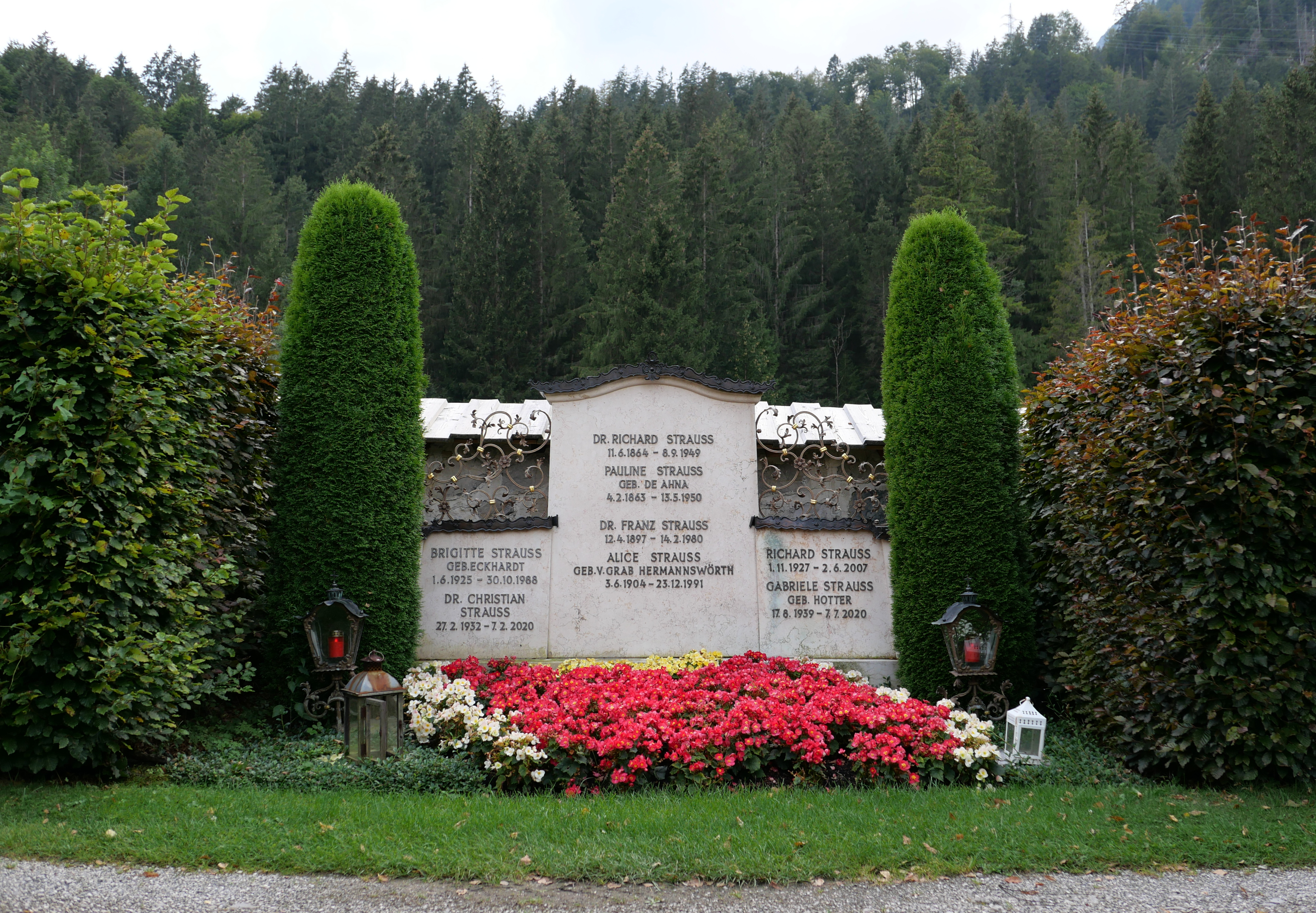
La tombe en 2024.

La vie créatrice de Richard Strauss s'achève par un cycle de lieder avec orchestre aux couleurs automnales, les Quatre derniers lieder (1948), sur trois poèmes de Hermann Hesse et un poème d'Eichendorff. L'œuvre sera créée au Royal Albert Hall de Londres par Kirsten Flagstad et l'Orchestre Philharmonia sous la direction de Wilhelm Furtwängler le 22 mai 1950 (cette exécution a été éditée par la suite en microsillon puis en CD). Le compositeur s'était éteint quelques mois auparavant, le 8 septembre 1949. Pauline Strauss-De Ahna ne survécut que six mois à son époux, dont la perte lui fut si douloureuse qu'elle demanda à Georg Solti, après le concert que celui-ci dirigea lors des funérailles et où l'on entendit le trio final du Chevalier à la rose, pourquoi un homme qui avait écrit une telle musique devait un jour mourir.
Les restes de Strauss ont été incinérés. L'urne est enterrée au cimetière de Garmisch à Garmisch-Partenkirchen dans une tombe dans laquelle son épouse Pauline, leur fils Franz (1898-1980) et son épouse Alice (1904-1991), le petit-fils Richard (1927-2007) et dont l'épouse Gabrielle , née Hotter (1939-2020), ainsi que son petit-fils Christian et son épouse Brigitte, née Eckhardt (1925-1988), ont été enterrés.

## Œuvre
Richard Strauss laisse 189 œuvres musicales, dont :

### Poèmes symphoniques
- Aus Italien, op. 16 (1886)
- Don Juan, op. 20 (1889)
- Macbeth, op. 23 (1888/90)
- Mort et Transfiguration, op. 24 (1891)
- Till l'Espiègle, op. 28 (1895)
- Ainsi parlait Zarathoustra (Also sprach Zarathustra), op. 30 (1896)
- Don Quichotte : Variations fantastiques sur un thème chevaleresque, op. 35 (1897)
- Une vie de héros, op. 40 (1899)
- Sinfonia Domestica, op. 53 (1904)
- Une Symphonie alpestre, op. 64 (1915)

### Autres œuvres orchestrales
- Festmarsch, op. 1 (1876)
- Symphonie en ré mineur (1880)
- Serenade pour instruments à vent, op. 7 (1881)
- Concerto pour violon, op. 8 (1882)
- Symphonie en fa mineur, op. 12 (1884)
- Burlesque (Burleske) pour piano et orchestre en ré mineur (1886-1890)
- Prélude festif pour orchestre et orgue, op. 61 (1913)
- Le Bourgeois gentilhomme, suite pour orchestre (1917)
- Musique de film pour Le Chevalier à la rose (1925)
- Panathenäenzug,  op. 74 pour piano et orchestre (1927)
- Japanische Festmusik (Musique festive pour les 2600 ans de l'empire du Japon, 1940)
- Divertimento, pour petit orchestre (1942)
- Deux concertos pour cor (1883 et 1943)
- Sonatine en mi bémol majeur pour 16 instruments à vent (1944)
- Concerto pour hautbois en ré (1945)
- Métamorphoses pour 23 cordes (1945)
- Sonatine pour seize instruments à vent (1945)
- Double concertino pour clarinette et basson, avec orchestre à cordes et harpe (1947)

### Musique de ballet
- La Légende de Joseph (1912-1914)
- Schlagobers (en) (1924)

### Opéra
- Guntram (1894)
- Feuersnot (1901)
- Salome (Salomé) (1905)
- Elektra (1909)
- Der Rosenkavalier (Le Chevalier à la rose) (1911)
- Ariadne auf Naxos (Ariane à Naxos) (première version 1912 ; seconde version avec Prologue 1916)
- Die Frau ohne Schatten (La Femme sans ombre) (1919)
- Intermezzo  (1924)
- Die ägyptische Helena  (Hélène d'Egypte) (1928)
- Arabella (1933)
- Die schweigsame Frau (La Femme silencieuse) (1935)
- Friedenstag (Jour de paix) (1938)
- Daphne (Daphné)  (1938)
- Die Liebe der Danae  (L'amour de Danaé) (1940 ; répétition générale en 1944 ; création officielle en 1952)
- Capriccio (1942)
- Des Esels Schatten (de) (L'ombre de l'âne) (1949 ; inachevé)

### Lieder
- Plus de deux cents Lieder, dont une trentaine avec accompagnement orchestral, entre autres, les Letzte Blätter (Dernières Feuilles), op. 10. (1885).
- Les Lieder Zueignung op. 10 Morgen  sont très souvent chantées, et appréciées. On en connait environ 200 enregistrements pour chacune d'elles
- Les Quatre derniers lieder (Vier letzte Lieder) pour soprano et orchestre (1948).

### Chœurs a cappella
- Le Soir (Der Abend)
- A l'arbre Daphné (An den Baum Daphne)
- Motets allemands (Deutsche Motette)
- La Déesse dans le cabinet de toilette (Die Göttin im Putzzimmer)
- Chœurs d'hommes (Männerchöre)

### Musique de chambre et œuvres pour piano
- Quatuor à cordes, op. 2 (1880)
- 5 Stücke pour piano, op. 3 (1881)
- Sonate pour piano en si mineur, op. 5 (1881-1882)
- Sonate pour piano et violoncelle, op. 6 (1882)
- Stimmungsbilder pour piano, op. 9 (1882)
- Quatuor avec piano, op. 13 (1884)
- Sonate pour piano et violon, op. 18 (1887)
- Andante pour Cor et Piano, AV86a (1888)

## Citations
- « La symphonie Jupiter de Wolfgang Amadeus Mozart est l'œuvre la plus belle que j'aie écoutée. »
- « Je ne vois pas pourquoi je n'écrirais pas une symphonie sur moi-même. Je me trouve aussi intéressant que Napoléon ou Alexandre le Grand. »
- « Dans la musique, il y a beaucoup de fous qui ne le sont que dans leur imagination, et moi, je n'admire que les fous authentiques. »

## Postérité
En 2014, à l'occasion du 150e anniversaire de la naissance du compositeur, la Mélodie du clair de lune, extraite de l'opéra Capriccio, est interprétée au concert du nouvel an à Vienne, sous la direction de Daniel Barenboim. C'est la seule fois où une œuvre de Richard Strauss est entendue lors de ce traditionnel concert.